# Titularbistum Saldae
Saldae (ital.: Salde) ist ein Titularbistum der römisch-katholischen Kirche.
Es geht zurück auf ein früheres Bistum der antiken Stadt Saldae in der römischen Provinz Mauretania Caesariensis (in der Spätantike Mauretania Sitifensis) in Nordafrika, die im 7. Jahrhundert mit der islamischen Expansion unterging.
| Titularbischöfe von Saldae |                                                         |                                                                                     |                    |                    |
| Nr.                        | Name                                                    | Amt                                                                                 | von                | bis                |
| 1                          | Albertus OFM                                            | Weihbischof in Freising (Deutschland)                                               | 1415               | 1442               |
| 2                          | Johannes Frey OFM                                       | Weihbischof in Freising (Deutschland)                                               | 19. August 1457    | 8. April 1474      |
| 3                          | Erasmus Perchinger OFM                                  | Weihbischof in Freising (Deutschland)                                               | 6. November 1482   | 26. September 1483 |
| 4                          | Ulrich Pramberger OFM                                   | Weihbischof in Freising (Deutschland)                                               | 29. März 1484      | 22. Dezember 1494  |
| 5                          | Mathias Schach OCart                                    | Weihbischof in Freising (Deutschland)                                               | 19. November 1495  | 5. November 1515   |
| 6                          | Konrad Mair                                             | Weihbischof in Freising (Deutschland)                                               | 21. Juli 1517      | 1522               |
| 7                          | Hieronim Antoni Szeptycki                               | Weihbischof in Luck und Schitomir (Ukraine)                                         | 20. Juli 1739      | 1757               |
| 8                          | Ignatius Krzyzanowski                                   | Weihbischof in Przemyśl (Polen)                                                     | 14. Juni 1762      |                    |
| 9                          | Bernard-Claude Panet                                    | Koadjutorerzbischof von Québec (Kanada)                                             | 12. Juli 1806      | 4. Dezember 1825   |
| 10                         | Henri-Jean-Marie Prud’homme                             | emeritierter Bischof von Prince-Albert (Kanada)                                     | 29. Januar 1937    | 5. Januar 1952     |
| 11                         | Hélder Pessoa Câmara Titularerzbischof pro hac vice     | Weihbischof bzw. Koadjutorerzbischof in São Sebastião do Rio de Janeiro (Brasilien) | 3. März 1952       | 12. März 1964      |
| 12                         | Henri-Martin-Félix Jenny Titularerzbischof pro hac vice | Koadjutorerzbischof von Cambrai (Frankreich)                                        | 15. Mai 1965       | 15. Februar 1966   |
| 13                         | Marie-Joseph Lemieux OP Titularerzbischof pro hac vice  | Apostolischer Nuntius in Haiti Pro-Nuntius in Indien                                | 24. September 1966 | 4. Mai 1994        |
| 14                         | Sylvester Carmel Magro OFM                              | Apostolischer Vikar von Bengasi (Libyen)                                            | 10. Mai 1997       | 20. Januar 2018    |
| 15                         | Limacêdo Antônio da Silva                               | Weihbischof in Olinda e Recife (Brasilien)                                          | 4. April 2018      | 25. Oktober 2023   |
| 16                         | Simiao Purificaçao Fernandes                            | Weihbischof in Goa und Daman (Indien)                                               | 6. April 2024      |                    |